# Associação de Desenvolvimento Sustentável Solidário da Região Sisaleira
A Associação de Desenvolvimento Sustentável Solidário da Região Sisaleira ou APAEB Valente é uma associação que visa primordialmente a geração de empregos para trabalhadores da indústria de tapeçaria do estado da Bahia, Brasil.

## Indústria de tapetes e carpetes de sisal
O principal projeto produtivo da APAEB é a indústria de tapetes e carpetes de sisal, localizada às margens da Rodovia Luiz Eduardo Magalhães, no bairro Petrolina no município de Valente. Com uma grande capacidade de produção, a indústria emprega cerca de 600 pessoas e destina sua produção tanto para o mercado interno quanto externo. A APAEB emprega cerca de 800 pessoas diretamente, mantendo uma das maiores indústrias de tapetes e carpetes de sisal do país. Ela é composta por uma diretoria eleita por sócios que se reúnem periodicamente em assembleia geral.

## Principais projetos
- Indústria de tapetes e carpetes de sisal;
- Laticínio da Cabra: produção de derivados do leite da cabra como queijo e doces, além do próprio leite;
- EFA (Escola Família Agrícola): reúne pré-adolescentes de diversos municípios da região Sisaleira que têm aulas de técnica agrícola e matérias do ensino convencional;
- Casa da Cultura: espaço cultural onde também funciona a primeira Casa Brasil do país;
- Assistência técnica: técnicos agrícolas, agrônomos e educadores prestam assistência a agricultores e grupos organizados como pequenas cooperativas.

### Casa da Cultura
A Casa da Cultura é um espaço cultural com anfiteatro, sala de leitura e telecentro. Na Casa da Cultura, localizada próxima ao centro da cidade de Valente, são realizados os principais eventos culturais graças à sua estrutura que conta com o maior auditório da região, voltado para atividades culturais. Na Casa da Cultura funciona o projeto Casa Brasil. Ela é conhecida nacionalmente por ter sido a primeira Casa Brasil do país, um projeto piloto do governo federal.

## Outras atividades
- Clube Sócio Recreativo;
- Provedor de Internet (SertãoNet);
- Apoio à rádio Valente FM;
- CAIS (estrutura construída na Fazenda Madeira, para realização de eventos de capacitação, seminários e outros);
- Posto de Vendas da APAEB (supermercado);
- Riquezas do Sertão (loja onde são vendidos artigos típicos da região, principalmente o artesanto em sisal e couro);
- Apoio a atividades esportivas e culturais da região.

## Premiações
- Fundação Getúlio Vargas - A Fundação Getúlio Vargas classificou em 1998 a APAEB entre as 10 principais parcerias para combate à miséria no Brasil.
- Melhores práticas em gestão local - Uma das dez vencedoras da quarta edição do concurso (período 2005/2006), promovido pela Caixa Econômica Federal para identificar iniciativas locais bem sucedidas de desenvolvimento, tanto do poder público como da sociedade civil. [1]
- CEPAL - Inovação Social - Seleção feita em 2005 em toda a América Latina e Caribe, de projetos sociais inovadores. A iniciativa foi da Fundação Kellogg e da Cepal (Comissão Econômica para a América Latina e Caribe), órgão que compõe a estrutura da ONU. A APAEB recebeu Menção Honrosa, por ficar entre os 20 finalistas da premiação. [2]
- Fundação Kanitz - Prêmio Bem Eficiente - A APAEB recebeu este prêmio da Fundação Kanitz em 1997 e novamente em 2004. A Fundação faz um amplo levantamento nacional, identificando as maiores instituições do chamado Terceiro Setor. [3]
- Prêmio Cidadania Brasil de Exportação - Concedido em 2003 pela Câmara de Comércio Árabe Brasileira a exportadores que fazem trabalho social. [4]
- Prêmio Banco do Nordeste Empreendimento XXI - Concedido em 2003 a três clientes do banco em todo o Nordeste. A APAEB foi escolhida pelo trabalho desenvolvido na área rural. [5]
- Empresa Amiga da Criança - A  Fundação Abrinq dá à APAEB o direito de usar a marca de  Empresa Amiga da Criança, pelo apoio ao Programa de Erradicação do Trabalho Infantil e outras ações de promoção de melhoria das condições de vida de crianças e adolescentes. Apesar de não ser uma empresa, a APAEB recebeu o título por causa do seu porte e das atividades que realiza.
- SESI - A APAEB recebeu em 2002 o prêmio Educação e Responsabilidade Social, pelo programa de alfabetização de funcionários, executado em parceira com o Serviço Social da Indústria.